# Europees kampioenschap voetbal mannen onder 19 - 2016
Het Europees kampioenschap voetbal mannen onder 19 van 2016 was de vijftiende editie van het Europees kampioenschap voetbal mannen onder 19, een jaarlijks UEFA-toernooi voor Europese nationale ploegen van spelers geboren op of na 1 januari 1997. Acht landen namen deel, waaronder Duitsland, dat op 20 maart 2012 aangewezen was als organiserend land.
Aangezien deze editie een even jaartal had, diende het toernooi als kwalificatietoernooi voor het Wereldkampioenschap voetbal onder 20. De vijf beste landen kwalificeerden zich voor het wereldkampioenschap voetbal onder 20 van 2017 in Zuid-Korea. Dit waren Frankrijk (winnaar), Italië, Portugal, Engeland en Duitsland.

## Kwalificaties
Het toernooi was de eindronde van een competitie met 54 Europese nationale ploegen, waarvan Duitsland als gastland rechtstreeks geplaatst was voor de eindronde. De andere 53 ploegen streden tijdens de kwalificaties voor de resterende 7 plaatsen op het toernooi.
De kwalificaties bestonden uit twee rondes:
- Kwalificatieronde (herfst 2015)
- Eliteronde (lente 2016)

### Gekwalificeerde landen
| # | Land       | Gekwalificeerd als          | Beste prestatie                   |
| - | ---------- | --------------------------- | --------------------------------- |
| 1 | Duitsland  | Gastland                    | Kampioen (2008 en 2014)           |
| 2 | Engeland   | Eliteronde: Winnaar groep 1 | Finalist (2005 en 2009)           |
| 3 | Italië     | Eliteronde: Winnaar groep 2 | Kampioen (2003)                   |
| 4 | Oostenrijk | Eliteronde: Winnaar groep 3 | Halve Finale (2003, 2006 en 2014) |
| 5 | Nederland  | Eliteronde: Winnaar groep 4 | Groepsfase (2010, 2013 en 2015)   |
| 6 | Kroatië    | Eliteronde: Winnaar groep 5 | Halve Finale (2010)               |
| 7 | Portugal   | Eliteronde: Winnaar groep 6 | Finalist (2003 en 2014)           |
| 8 | Frankrijk  | Eliteronde: Winnaar groep 7 | Kampioen (2005 en 2010)           |

## Stadions
| Aalen                               | Aspach                                | Heidenheim                             | Mannheim                                       | Reutlingen                                   |
| ----------------------------------- | ------------------------------------- | -------------------------------------- | ---------------------------------------------- | -------------------------------------------- |
| Scholz Arena Capaciteit: 14.500     | Mechatronik Arena Capaciteit: 10.000  | Voith-Arena Capaciteit: 15.000         | Carl-Benz-Stadion Capaciteit: 27.000           | Stadion an der Kreuzeiche Capaciteit: 15.228 |
| Scholz Arena                        | Mechatronik Arena                     | Voith-Arena                            | Carl-Benz-Stadion                              | Stadion an der Kreuzeiche                    |
| Sandhausen                          | Sinsheim                              | Stuttgart                              | Stuttgart                                      | Ulm                                          |
| Hardtwaldstadion Capaciteit: 15.300 | Rhein-Neckar-Arena Capaciteit: 30.150 | Mercedes-Benz Arena Capaciteit: 60.449 | GAZİ-Stadion auf der Waldau Capaciteit: 11.490 | Donaustadion Capaciteit: 19.500              |
| Hardtwaldstadion                    | Wirsol Rhein-Neckar-Arena             | Mercedes-Benz Arena                    | GAZİ-Stadion auf der Waldau                    | Donaustadion                                 |

## Scheidsrechters
Scheidsrechters
- Aliyar Ağayev (Azerbeidzjan)
- Alejandro Hernández (Spanje)
- Radu Marian Petrescu (Roemenië)
- Roi Reinshreiber (Israël)
- Bart Vertenten (België)
- Anatoliy Zhabchenko (Oekraïne)

Assistent scheidsrechters
- Ridiger Çokaj (Albanië)
- Igor Demeshko (Rusland)
- Milutin Đukić (Montenegro)
- Vladimir Gerasimovs (Litouwen)
- Geir Oskar Isaksen (Noorwegen)
- Douglas Ross (Schotland)
- Birkir Sigurðarson (Israël)
- Manuel Vidali (Slovenië)

Vierde officials
- Nikola Dabanović (Montenegro)
- Alan Mario Sant (Malta)

## Loting
De loting voor het eindtoernooi in Duitsland vond plaats op 12 april 2016. De deelnemers werden verdeeld in 2 groepen van 4 ploegen. Het principe van reekshoofden gold niet voor dit toernooi. Alleen gastland Duitsland werd automatisch toegekend aan plaats A1.

## Groepsfase

### Groep A
| Pos. | Land       | GW | W | G | V | DV | DT | +/− | Ptn. |
| ---- | ---------- | -- | - | - | - | -- | -- | --- | ---- |
| 1    | Portugal   | 3  | 1 | 2 | 0 | 6  | 5  | +1  | 5    |
| 2    | Italië     | 3  | 1 | 2 | 0 | 3  | 2  | +1  | 5    |
| 3    | Duitsland  | 3  | 1 | 0 | 2 | 6  | 5  | +1  | 3    |
| 4    | Oostenrijk | 3  | 0 | 2 | 1 | 2  | 5  | –3  | 2    |

|                            |           |                    |        |                                                                    |
| 11 juli 2016 12:00 (UTC+2) | Duitsland | 0–1                | Italië | Mercedes-Benz Arena, Stuttgart Scheidsrechter: Alejandro Hernández |
| 11 juli 2016 12:00 (UTC+2) |           | 78' (pen.) Dimarco |        | Mercedes-Benz Arena, Stuttgart Scheidsrechter: Alejandro Hernández |

|                            |                 |     |                     |                                                            |
| 11 juli 2016 19:00 (UTC+2) | Portugal        | 1–1 | Oostenrijk          | Mechatronik Arena, Aspach Scheidsrechter: Roi Reinshreiber |
| 11 juli 2016 19:00 (UTC+2) | Pedro Empis 53' |     | 10' Arnel Jakupovic | Mechatronik Arena, Aspach Scheidsrechter: Roi Reinshreiber |

|                            |               |     |              |                                                                      |
| 14 juli 2016 12:00 (UTC+2) | Italië        | 1–1 | Oostenrijk   | Stadion an der Kreuzeiche, Reutlingen Scheidsrechter: Aliyar Aghayev |
| 14 juli 2016 12:00 (UTC+2) | Locatelli 24' |     | 21' Schlager | Stadion an der Kreuzeiche, Reutlingen Scheidsrechter: Aliyar Aghayev |

|                            |                                    |     |                                                     |                                                          |
| 14 juli 2016 19:30 (UTC+2) | Duitsland                          | 3–4 | Portugal                                            | Mechatronik Arena, Aspach Scheidsrechter: Bart Vertenten |
| 14 juli 2016 19:30 (UTC+2) | Ochs 12', 68' (pen.), 90+3' (pen.) |     | 37' Abubakar 48' G. Rodrigues 70' A. Silva 73' Buta | Mechatronik Arena, Aspach Scheidsrechter: Bart Vertenten |

|                            |            |                                                     |           |                                                                           |
| 17 juli 2016 19:30 (UTC+2) | Oostenrijk | 0–3                                                 | Duitsland | Stadion an der Kreuzeiche, Reutlingen Scheidsrechter: Anatoliy Zhabchenko |
| 17 juli 2016 19:30 (UTC+2) |            | 50' Phil Neumann 52' Cedric Teuchert 87' Gökhan Gül |           | Stadion an der Kreuzeiche, Reutlingen Scheidsrechter: Anatoliy Zhabchenko |

|                            |                    |     |          |                                                                             |
| 17 juli 2016 19:30 (UTC+2) | Italië             | 1–1 | Portugal | GAZİ-Stadion auf der Waldau, Stuttgart Scheidsrechter: Radu Marian Petrescu |
| 17 juli 2016 19:30 (UTC+2) | Dimarco 15' (pen.) |     | 86' Buta | GAZİ-Stadion auf der Waldau, Stuttgart Scheidsrechter: Radu Marian Petrescu |

### Groep B
| Pos. | Land      | GW | W | G | V | DV | DT | +/− | Ptn. |
| ---- | --------- | -- | - | - | - | -- | -- | --- | ---- |
| 1    | Engeland  | 3  | 3 | 0 | 0 | 6  | 3  | +3  | 9    |
| 2    | Frankrijk | 3  | 2 | 0 | 0 | 8  | 3  | +5  | 6    |
| 3    | Nederland | 3  | 1 | 0 | 2 | 5  | 8  | –3  | 3    |
| 4    | Kroatië   | 3  | 0 | 0 | 3 | 2  | 7  | –5  | 0    |

|                            |             |     |                               |                                                             |
| 12 juli 2016 12:00 (UTC+2) | Kroatië     | 1–3 | Nederland                     | Voith-Arena, Heidenheim Scheidsrechter: Anatoliy Zhabchenko |
| 12 juli 2016 12:00 (UTC+2) | Brekalo 43' |     | 17', 85' Bergwijn 33' Lammers | Voith-Arena, Heidenheim Scheidsrechter: Anatoliy Zhabchenko |

|                            |              |     |                               |                                                        |
| 12 juli 2016 19:30 (UTC+2) | Frankrijk    | 1–2 | Engeland                      | Donaustadion, Ulm Scheidsrechter: Radu Marian Petrescu |
| 12 juli 2016 19:30 (UTC+2) | Augustin 33' |     | 3' (e.d.) Michelin 9' Solanke | Donaustadion, Ulm Scheidsrechter: Radu Marian Petrescu |

|                            |             |     |                         |                                                    |
| 15 juli 2016 12:00 (UTC+2) | Nederland   | 1–2 | Engeland                | Donaustadion, Ulm Scheidsrechter: Roi Reinshreiber |
| 15 juli 2016 12:00 (UTC+2) | Lammers 10' |     | 36' Solanke 90+2' Brown | Donaustadion, Ulm Scheidsrechter: Roi Reinshreiber |

|                            |         |                         |           |                                                                        |
| 15 juli 2016 19:30 (UTC+2) | Kroatië | 0–2                     | Frankrijk | Scholz Arena, Aalen Scheidsrechter: Alejandro José Hernández Hernández |
| 15 juli 2016 19:30 (UTC+2) |         | 37' Augustin 69' Mbappé |           | Scholz Arena, Aalen Scheidsrechter: Alejandro José Hernández Hernández |

|                            |                            |     |          |                                                        |
| 18 juli 2016 12:00 (UTC+2) | Engeland                   | 2–1 | Kroatië  | Voith-Arena, Heidenheim Scheidsrechter: Aliyar Aghayev |
| 18 juli 2016 12:00 (UTC+2) | Brown 4' Anočić 10' (e.d.) |     | 58' Moro | Voith-Arena, Heidenheim Scheidsrechter: Aliyar Aghayev |

|                            |                  |     |                                        |                                                    |
| 18 juli 2016 12:00 (UTC+2) | Nederland        | 1–5 | Frankrijk                              | Scholz Arena, Aalen Scheidsrechter: Bart Vertenten |
| 18 juli 2016 12:00 (UTC+2) | Nouri 36' (pen.) |     | 10', 63' Mbappé 29', 48', 75' Augustin | Scholz Arena, Aalen Scheidsrechter: Bart Vertenten |

## Knock-outfase
|  | Halve finale       | Halve finale       |   |                      | Finale               | Finale |
|  |                    |                    |   |                      |                      |        |
|  | 21 juli – Mannheim |                    |   |                      |                      |        |
|  | Engeland           | 1                  |   |                      |                      |        |
|  | Italië             | 2                  |   |                      |                      |        |
|  |                    |                    |   |                      |                      |        |
|  |                    |                    |   |                      | 24 juli – Sinsheim   |        |
|  |                    |                    |   |                      | Italië               | 0      |
|  |                    | Frankrijk          | 4 |                      |                      |        |
|  |                    |                    |   |                      |                      |        |
|  |                    |                    |   |                      | Play-off WK-20–2017  |        |
|  | 21 juli – Mannheim | 21 juli – Mannheim |   | 21 juli – Sandhausen | 21 juli – Sandhausen |        |
|  | Portugal           | 1                  |   | Duitsland            | 3 (5)                |        |
|  | Frankrijk          | 3                  |   |                      | Nederland            | 3 (4)  |

### Play-off wereldkampioenschap onder 20–2017
|                            |                                            |            |                                             |                                                                                 |
| 21 juli 2016 19:00 (UTC+2) | Duitsland                                  | 3–3 (n.v.) | Nederland                                   | Hardtwaldstadion, Sandhausen Scheidsrechter: Alejandro José Hernández Hernández |
| 21 juli 2016 19:00 (UTC+2) | Ochs 44' Serdar 90+3' Mehlem 96'           |            | 81' Nouri 88' Van der Heijden 111' Lammers  | Hardtwaldstadion, Sandhausen Scheidsrechter: Alejandro José Hernández Hernández |
| 21 juli 2016 19:00 (UTC+2) | Strafschoppen                              |            |                                             | Hardtwaldstadion, Sandhausen Scheidsrechter: Alejandro José Hernández Hernández |
| 21 juli 2016 19:00 (UTC+2) | Ochs Gül Mittelstädt Conde Gimber Henrichs | 5–4        | Verdonk Lammers Bergwijn Rosario Nouri Vlap | Hardtwaldstadion, Sandhausen Scheidsrechter: Alejandro José Hernández Hernández |

Duitsland kwalificeert zich voor het Wereldkampioenschap voetbal onder 20 - 2017.

### Halve finale
|                            |                   |     |                         |                                                              |
| 21 juli 2016 12:00 (UTC+2) | Engeland          | 1–2 | Italië                  | Carl-Benz-Stadion, Mannheim Scheidsrechter: Roi Reinshreiber |
| 21 juli 2016 12:00 (UTC+2) | Picchi 85' (e.d.) |     | 27' (pen.), 60' Dimarco | Carl-Benz-Stadion, Mannheim Scheidsrechter: Roi Reinshreiber |

|                            |                  |     |                          |                                                                  |
| 21 juli 2016 17:00 (UTC+2) | Portugal         | 1–3 | Frankrijk                | Carl-Benz-Stadion, Mannheim Scheidsrechter: Radu Marian Petrescu |
| 21 juli 2016 17:00 (UTC+2) | Pedro Pacheco 3' |     | 10' Blas 67', 75' Mbappé | Carl-Benz-Stadion, Mannheim Scheidsrechter: Radu Marian Petrescu |

### Finale
|                            |        |     |                                                       |                                                               |
| 24 juli 2016 20:30 (UTC+2) | Italië | 0–4 | Frankrijk Augustin 6' Blas 19' Tousart 82' Diop 90+2' | Rhein-Neckar-Stadion, Sinsheim Scheidsrechter: Aliyar Aghayev |
| 24 juli 2016 20:30 (UTC+2) |        |     |                                                       | Rhein-Neckar-Stadion, Sinsheim Scheidsrechter: Aliyar Aghayev |

| Winnaar Europees kampioenschap voetbal mannen onder 19 |
| ------------------------------------------------------ |
|                                                        |
| FRANKRIJK Achtste titel                                |

## Doelpuntenmakers
6 doelpunten
- Jean-Kévin Augustin

5 doelpunten
- Kylian Mbappé

4 doelpunten
- Philipp Ochs
- Federico Dimarco

3 doelpunten
- Sam Lammers

2 doelpunten
- Isaiah Brown
- Dominic Solanke
- Ludovic Blas
- Steven Bergwijn
- Abdelhak Nouri
- Aurélio Buta

1 doelpunten
- Arnel Jakupovic
- Xaver Schlager
- Josip Brekalo
- Nikola Moro
- Issa Diop
- Lucas Tousart
- Gökhan Gül
- Marvin Mehlem
- Phil Neumann
- Suat Serdar
- Cedric Teuchert
- Manuel Locatelli
- Dennis van der Heijden
- Asumah Abubakar
- Pedro Empis
- Pedro Pacheco
- Gonçalo Rodrigues
- Alexandre Silva

Eigen doelpunt
- Silvio Anočić (Tegen Engeland)
- Clément Michelin (Tegen Engeland)
- Alberto Picchi (Tegen Engeland)